# Furdenheim
Furdenheim je občina v departmaju Bas-Rhin francoske regije Alzacija.
Leta 1990 je v občini živelo 747 oseb oz. 129 oseb/km².